# 罗亦农
罗亦农（1902年5月18日—1928年4月21日），字慎斋，湖南湘潭县易俗河人，中国共产党早期领导人，工人运动领袖。:55其妻为李文宜。

## 生平
1920年加入中国共青团，和刘少奇、任弼时等一起进入苏俄莫斯科东方劳动者共产主义大学学习，1921年转为中国共产党党员，担任中共旅莫斯科支部书记，期間介紹刘少奇入黨。:55
1925年回国后担任中共江浙区委书记，1926年—1927年与周恩来、赵世炎等领导三次上海工人武装起义，第三次起义胜利后曾任上海特别市临时市政府主任委员。:55
1927年中共五大上，当选为中央委员，后历任中共江西省委书记、中共湖北省委书记、中共中央长江局书记，1927年八七会议上当选为中共中央临时政治局委员，十一月扩大会议入选为政治局常务委员并兼任中共组织局主任，成为中共最高层领导人之一。:55
1928年4月15日，羅亦農因秘书霍家新（何家興）、贺治华（賀芝華，與朱德離異後嫁霍）夫妇叛变出賣，在上海公共租界内戈登路（今江宁路）望德里被租界巡捕逮捕。:5518日引渡给淞沪警备司令部。在监狱中留下绝命诗：“慷慨登车去，相期一节全。残躯何足惜，大敌正当前。”4月21日被杀害于上海西郊，年26岁。:55

## 后世评价
2002年5月17日胡锦涛在“纪念罗亦农同志诞辰100周年座谈会”上中评价他为“中国共产党早期的重要领导人之一，是杰出的无产阶级革命家、著名的工人运动领袖”，“他的一生虽然短暂，但他的英名永载中国共产党和中国革命的史册。”